# Булленкулен
Булленкулен (нем. Bullenkuhlen) — община в Германии, в земле Шлезвиг-Гольштейн. 
Входит в состав района Пиннеберг. Подчиняется управлению Ранцау.  Население составляет 365 человек (на 31 декабря 2010 года). Занимает площадь 3,94 км².